# Liste der Landschaftsschutzgebiete in Bamberg
Im Bamberg gibt es vier Landschaftsschutzgebiete. (Stand: November 2018)

## Hinweise zu den Angaben in der Tabelle
- Gebietsname: Amtliche Bezeichnung des Schutzgebietes
- Bild/Commons: Bild und Link zu weiteren Bildern aus dem Schutzgebiet
- LSG-ID: Amtliche Nummer des Schutzgebietes
- WDPA-ID: Link zum Eintrag des Schutzgebietes in der World Database on Protected Areas
- Wikidata: Link zum Wikidata-Eintrag des Schutzgebietes
- Ausweisung: Datum der Ausweisung als Schutzgebiet
- Gemeinde(n): Gemeinden, auf denen sich das Schutzgebiet befindet
- Lage: Geografischer Standort
- Fläche: Gesamtfläche des Schutzgebietes in Hektar
- Flächenanteil: Anteilige Flächen des Schutzgebietes in Landkreisen/Gemeinden, Angabe in % der Gesamtfläche
- Bemerkung: Besonderheiten und Anmerkungen

Bis auf die Spalte Lage sind alle Spalten sortierbar.
| Gebietsname                                                                         | Bild/Commons   | LSG-ID       | WDPA-ID | Wikidata  | Ausweisung | Gemeinde(n) | Lage     | Fläche ha | Flächenanteil                                | Bemerkung |
| ----------------------------------------------------------------------------------- | -------------- | ------------ | ------- | --------- | ---------- | ----------- | -------- | --------- | -------------------------------------------- | --------- |
| LSG Röthelbachtal im Gebiet der Stadt Bamberg                                       | weitere Bilder | LSG-00479.01 | 395987  | Q59638121 | 1994       |             | Position | 13,75     | Bamberg (99,5 %)                             |           |
| Schutz der Landschaftsräume Altenburg – Rothof im Gebiet der Stadt Bamberg          | weitere Bilder | LSG-00279.01 | 395754  | Q59638120 | 1976       |             | Position | 80,58     | Bamberg (100 %)                              |           |
| Schutz der Landschaftsräume Leinritt und Bamberger Hain im Gebiet der Stadt Bamberg | weitere Bilder | LSG-00278.01 | 395753  | Q59638117 | 1976       |             | Position | 89,19     | Bamberg (100 %)                              |           |
| Schutz von Landschaftsteilen im Stadt- und Landkreis Bamberg LSG Hauptsmoorwald     | weitere Bilder | LSG-00533.01 | 396066  | Q59637997 | 2000       |             | Position | 3045,84   | Bamberg (21,8 %), Landkreis Bamberg (78,2 %) |           |